# Đội tuyển bóng đá bãi biển quốc gia Moldova
Đội tuyển bóng đá bãi biển quốc gia Moldova đại diện Moldova ở các giải thi đấu bóng đá bãi biển quốc tế và được điều hành bởi Hiệp hội bóng đá Moldova, cơ quan quản lý bóng đá ở Moldova.

## Đội hình hiện tại
Chính xác tính đến tháng 7 năm 2012
Ghi chú: Quốc kỳ chỉ đội tuyển quốc gia được xác định rõ trong điều lệ tư cách FIFA. Các cầu thủ có thể giữ hơn một quốc tịch ngoài FIFA.
| Số | VT | Quốc gia | Cầu thủ          |
| -- | -- | -------- | ---------------- |
| 1  | TM |          | Ruslan Istrati   |
| 2  | HV |          | Dumitru Botuc    |
| 3  | HV |          | Vitalii Lungu    |
| 6  | HV |          | Vitalii Budigai  |
| 7  | TV |          | Leonid Podlesnov |

| Số | VT | Quốc gia | Cầu thủ                    |
| -- | -- | -------- | -------------------------- |
| 8  | TV |          | Maxim Chiper               |
| 10 | TĐ |          | Andrei Negara (đội trưởng) |
| 13 | TĐ |          | Alexandr Antonov           |
| 15 | TĐ |          | Valeriu Baesu              |
| 12 | TM |          | Oleg Chitoroagi            |

Huấn luyện viên: Gosperschi